# Боднар Анна Андріївна
Анна (Ганна) Андріївна Боднар (1917, Львів — ?) — діячка українського визвольного руху, член ОУНР. Засуджена на т. зв. «Процесі 59-ти» у Львові 1941 року.

## Життєпис
Народилася в 1917 році у Львові. Походила з сім'ї робітників. 
Членкиня ОУНР з березня 1940 року. Заарештована 10 жовтня 1940 року. На час арешту студентка 2-го курсу фізико-математичного факультету Львівського педагогічного інституту.
Важливим пунктом звинувачення Анні Боднар було те, що на її квартирі (вул. Сінна, 15) 1 вересня 1940 року відбувалося засідання Крайової екзикутиви (проводу) ОУН. На цьому засіданні було офіційно затверджено новий склад керівництва організації на території СРСР. Імовірно, пізніший, порівняно з іншими учасниками процесу 59-ти, арешт був спричинений тим, що за її квартирою було встановлено спостереження в надії, що туди прийде Дмитро Мирон. Звинувачення: «активна учасниця антирадянської націоналістичної організації ОУН». Засуджена до розстрілу, у вироку також зазначено: «в організації займалася розширенням рядів такої». У березні Верховний суд СРСР замінив вирок на 10 років позбавлення волі в далеких таборах СРСР і 5 років позбавлення [виборчих] прав.
22 червня 1941 з групою в'язнів вивезена до тюрми в Бердичів, з якої на початку липня при наближенні фронту вдалося втекти.